# 渡部忍
渡部 忍（わたなべ しのぶ、1978年1月23日 - ）は、福島県出身の俳優である。身長171cm。株式会社ソサエティオブスタイル（SOSエンターテイメント）所属。特技はバレーボール（国体第2位）、殺陣、水泳、軍隊所作、詞、イラスト。

## 略歴
- 高校卒業後、海上自衛隊に9年間在籍、27歳で退職後、俳優の道へ。
- また、俳優業と同時に、詩と絵の創作活動を始める。
- 自らオーガナイズする不定期イベントで、DJとしても活動。
- 主な出演作に、舞台「ライン」映画「アルカナ」等がある。

## 出演作品

### テレビ
- 2009年 TBS「RESCUE〜特別高度救助隊」候補生 役
- 2008年 CX土曜プレミア「千の風になって ドラマスペシャル」「なでしこ隊」〜知覧・特攻隊員を見送った女たち〜 整備兵 芝田六郎 役

### 映画
- 2011年「カイジ2 人生奪回ゲーム」佐藤東弥 監督
- 2009年「クローズZERO II」三池崇史 監督

### CM
- NTTコムウェア「みんなのこれから」篇

### 舞台
- 2012年 「ライン」新宿シアターサンモール - ウナギ（鰻悠真） 役
- 2011年 進戯団夢命クラシックス「Lullaby」新宿スペース107
- 2011年 BPM「池田屋チェックイン」天王洲 銀河劇場
- 2006年 女塾プロデュース「蒼空」ウッディーシアター中目黒
- 2006年 劇団ソウルリンチ「飛龍伝」
- 2005年 R:MIX「魔宮の薔薇」恵比寿エコー劇場
- 2005年 R:MIX「魔界の都」新宿FACE

### その他
- Panasonic Beauty for MEN ヘアカッタ―・マルチトリマー